# Éton (Meuse)
Éton é uma comuna francesa na região administrativa do Grande Leste, no departamento de Meuse. Estende-se por uma área de 11 km², e possui 209 habitantes, segundo o censo de 2018, com uma densidade de 19 hab/km².